# سارا شرمن
سارا شرمن (زاده ۷ مارس ۱۹۹۳) که به‌طور حرفه ای با نام سارا اسکوییرم نیز شناخته می‌شود، کمدین، بازیگر و فیلمنامه‌نویس آمریکایی است. شرمن به خاطر استفاده از کمدی سورئال و ترسناک بدنی معروف است. او به عنوان یک بازیگر نیمه اصلی در اکتبر ۲۰۲۱ به مجموعه پخش زنده شنبه شب ملحق شد

## ابتدای زندگی
سارا شرمن در محله لانگ آیلند شهر نیویورک، در یک خانواده یهودی به دنیا آمد و بزرگ شد.
او در دبیرستان گریت نک ساوت درس خواند و در سال ۲۰۱۴ از دانشگاه نورث وسترن در ایالت ایلینوی مدرک تئاتر را اخذ کرد.

## زندگی هنری
سارا شرمن پس از اینکه موفق نشد در تیم تئاتر بداهه پردازی دانشگاه نورث وسترن عضو شود، به استندآپ کمدی علاقه‌مند شد. پس از فارغ‌التحصیلی از دانشگاه، او تصمیم گرفت که در شیکاگو بماند و با کمدین‌هایی مانند مگان استالتر دوست شود و یک برنامه ماهانه به نام «Helltrap Nightmare» را با همراهی لوک تیلور، دیوید براون، وایات فیر و اسکات اگلستون اجرا کند.
سارا شرمن با نام هنری خودش «سارا اسکوییرم» اجرا کردن را آغاز کرد. بلیت اجراهای او به عنوان یک کمدین در کنار نوازندگان نویز رزرو می‌شد چون او دوستانی داشت که یک شرکت خصوصی ضبط را اداره می‌کردند.
در سال ۲۰۱۸، او در یک آگهی بازرگانی شبکه ادالت سویم با عنوان «Flayaway» حضور داشت که اولین حضور شرمن در تلویزیون به حساب می‌رود.
در سال ۲۰۱۹، شرمن قبل از کمدین همکارش، اریک آندره، در تور Legalize Everything اجرا کرد. او همین‌طور یکی از نویسندگان نمایش اریک آندره، سه دبرا مشغول و جادو برای انسان‌ها بود.
پس از اجرای یک استندآپ در فستیوال فقط برای خنده، از شرمن خواسته شد تا که برای برنامه کمدی پخش زنده شنبه شب از شبکهان‌بی‌سی تست بازیگری بدهد. قبلاً هم از او خواسته شده بود که نمونه اجراهایی را برای تهیه‌کنندگان SNL انجام دهد او چند اجرای مبتنی بر شخصیت انجام داد ولی گفت «افتضاح بودند.» او همچنین به عنوان یک بازیگر نیمه اصلی برای فصل ۴۷ پخش زنده شنبه شب به همراه همکارهای تازه واردش جیمز آستین جانسون و ارسطو آتاری انتخاب شد. قبل از استخدام در SNL، او برای یافتن شغل با مشکل مواجه بود.
شرمن به دلیل تطبیق سبک کمدی غیرعادی و سورئال خود با SNL مورد تحسین منتقدان قرار گرفته‌است. لوکا کاتیک از کلایدر نوشت: «شرمن قطعاً اولین کمدین غیرمعمولی ای نیست که در SNL نشان داده می‌شود (تیم رابینسون، کایل مانی و غیره). با این حال، آنچه شرمن را قابل توجه می‌کند موفقیت او در کنار این واقعیت است. در جایی که بازیگرانی مانند رابینسون اغلب احساس می‌کردند که باید تلاش خود را برای SNL کاهش دهند، شرمن راه‌های مبتکرانهٔ دیگری برای انتقال احساس‌های آشفته‌اش در نمایش پیدا می‌کند.» جسی هاسنگر از مجله نیویورک، طرح «میت‌بالز» شرمن را از قسمت اسکار آیزاک / چارلی ایکس‌سی‌ایکس به‌عنوان یکی از بهترین قسمت‌های این فصل نام برد و نوشت: «در یک فصل شلوغ، دیدن طرحی که به وضوح بیانگر احساسات ستاره‌اش است، بسیار خوشحال‌کننده بود.»
در سال ۲۰۲۲، شرمن به عنوان فیلمنامه‌نویس دنباله فیلم کمدی کله‌خر برای همیشه انتخاب شد.
شرمن در فیلم کمدی آدام سندلر، «You Are So Not Invited To My Bat Mitzvah»، که از نتفلیکس پخش شد با ایدینا منزل، لوئیس گازمن، و ایدو موسری، همبازی شد و به عنوان یک شخصیت قابل دانلود برای بازی ویدیویی «High on life» انتخاب شد. او همچنین در انیمیشن نیمونا برای ایفای یک نقش انتخاب شد.

## تأثیرگذاری‌ها
سارا شرمن گفته که کمدی او از برنامه‌های تلویزیونی مانند سینفلد، پرستار، دختران طلایی، خانهٔ بازی پی-وی و نمایش رن و استیمپی است تأثیر پذیرفته‌است. او نُرم مک‌دانلد را به‌عنوان فردی تأثیرگذار بر کار SNL خود نام برده‌است: «او کمی دردسرآفرین بود. من به او شبیه هستم زیرا او هیچ‌وقت خودش نبود.» وقتی که او اجراهای استندآپ کمدی خودش را آغاز کرد، تحت تأثیر اجرای کمدین‌هایی مانند تاد بری، ماریا بامفورد و کریستن شال قرار گرفت.

## عقیده‌های سیاسی
در سال ۲۰۲۰، سارا شرمن از برنی سندرز به عنوان نامزد دموکرات در انتخابات ریاست جمهوری ۲۰۲۰ ایالات متحده حمایت کرد. او همین‌طور یکی از اعضای مردم سالاران جامعه خواه آمریکا است.